# Armand Company
Armand Company (Catarroja, 30 d'abril de 1971) és un autor de novel·les juvenils en català, també de relats curts. Es diu d'ell que és índigo. Ha viscut entre dos mars: el País Valencià i Rússia. Al llarg de la seua vida laboral ha treballat en diversos sectors econòmics, agricultura, ramaderia, pesca, indústria, comerç i transports 
Va escriure una crònica novel·lada sobre l'esdeveniment a Heysel Stadium, el qual implica una participació en el boom de la literatura sobre futbol del 2015.
A l'any 2017, publica Els Al·lucinants contes d'un ruc, junt a la seua filla Sasha Company-Tarasova de només 8 anys. Un llibre de contes plens d'ironia i humor que usen diferents variants del català

## Obra
- Viatge a Winona (1999) 3i4 edicions (juvenil).
- El diari de guerra d'Olga Ros (2002) Tabarca llibres (juvenil). Guanyadora del 4t Premi de Narrativa Juvenil Ciutat de Torrent 2002
- Escrit en la foscor (2003) Perifèric edicions (juvenil).
- Heysel (2015) 3i4 edicions.[4] Llança de Sant Jordi 2015.
- Els Al·lucinants contes d'un ruc (2017) Unaria Ediciones.